# Svazek obcí Východní Krkonoše

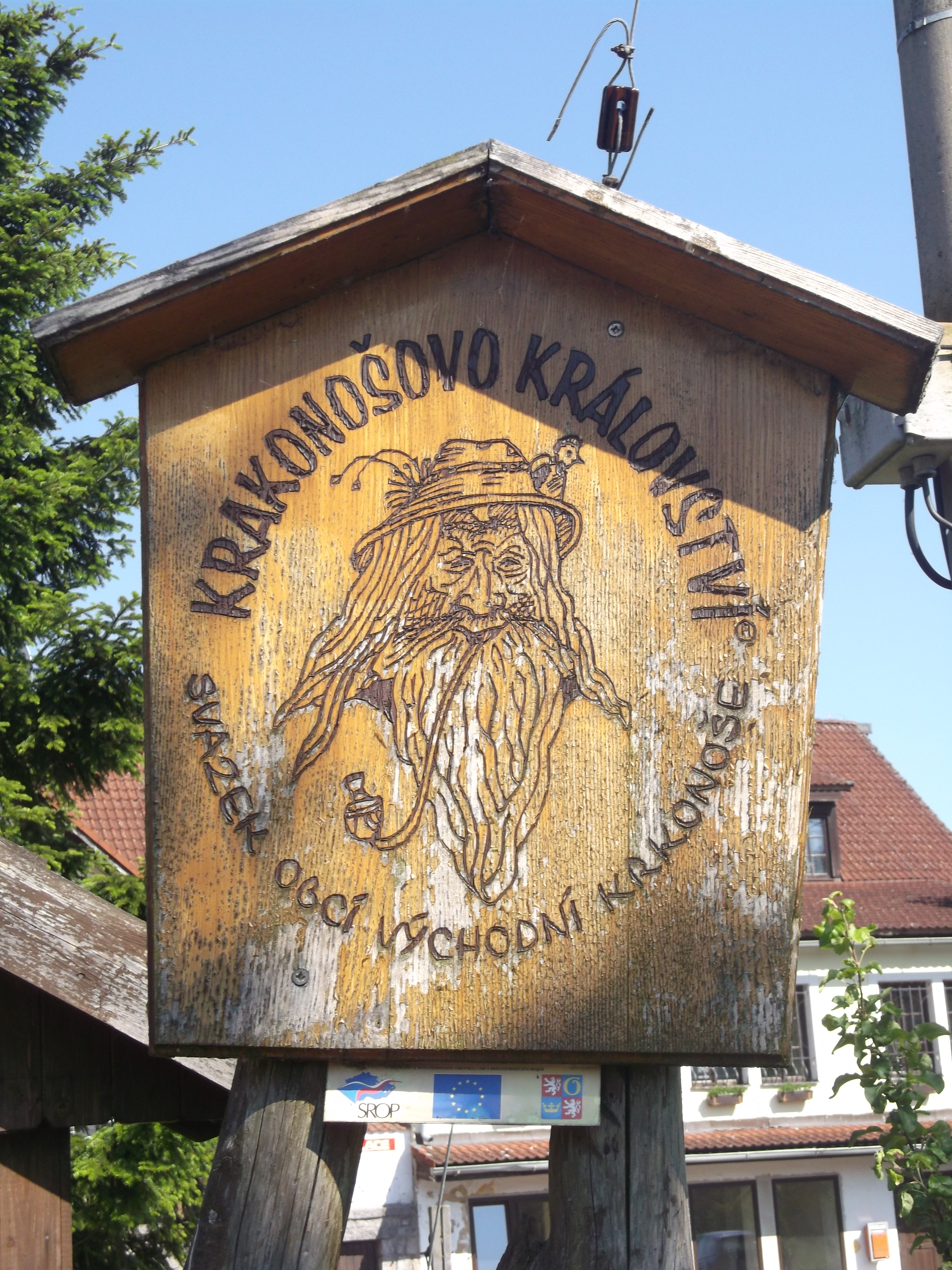
Emblém Krakonošova království v Hertvíkovicích (Mladé Buky)

Svazek obcí Východní Krkonoše je svazek obcí (dle § 49 zákona č.128/2000 Sb. o obcích) v okresu Trutnov, jeho sídlem je Trutnov a jeho cílem je koordinování celkového rozvoje území mikroregionu na základě společné strategie, společný postup při prosazování ekologické stability území a společná propagace mikroregionu v cestovním ruchu. Sdružuje celkem 9 obcí a byl založen v roce 2003.

## Obce sdružené v mikroregionu
- Černý Důl
- Horní Maršov
- Janské Lázně
- Malá Úpa
- Mladé Buky
- Pec pod Sněžkou
- Svoboda nad Úpou
- Trutnov
- Žacléř